# 岸和田土木事務所
岸和田土木事務所（きしわだどぼくじむしょ）とは、大阪府泉南地域を管轄する大阪府の土木事務所、大阪府都市整備部の出先機関
。二級河川、砂防、一般国道（指定区間外）・主要地方道・一般府道、府営公園を管理する。

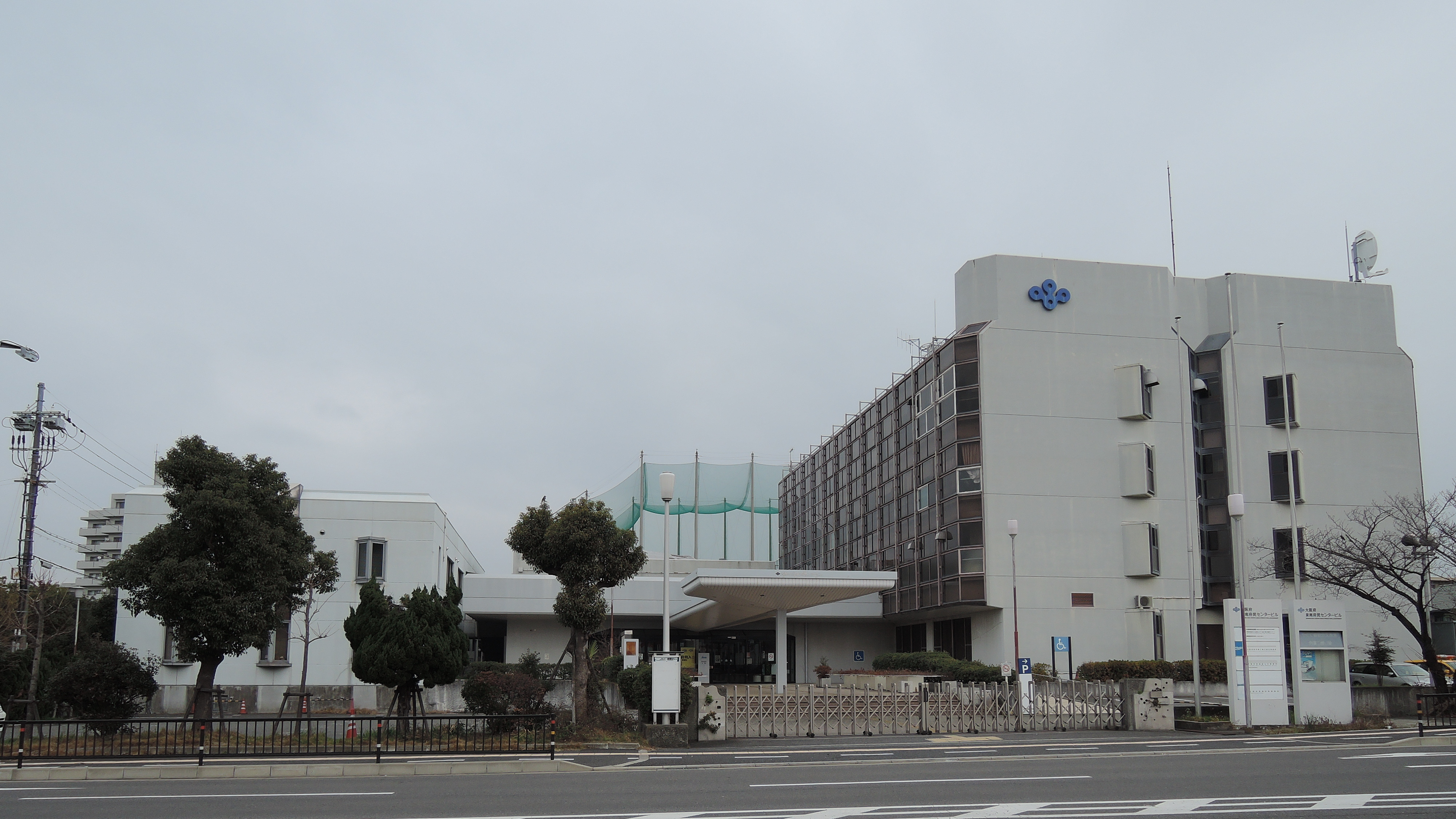
大阪府泉南府民センター（岸和田土木事務所）
（2014年1月）

## 所在地
- 本部

〒596-0076 大阪府岸和田市野田町3丁13-2（大阪府泉南府民センター内）
- 尾崎出張所

〒599-0203 大阪府阪南市黒田52-3
- 泉佐野丘陵緑地工区

〒598-0048 大阪府泉佐野市りんくう往来北1-271（りんくう公園内）

## 管轄自治体
- 岸和田市
- 貝塚市
- 泉佐野市
- 泉南市
- 阪南市
- 熊取町
- 田尻町
- 岬町

## 管理河川
- 大津川水系
  - 松尾川
  - 牛滝川
- 春木川水系
  - 春木川
- 津田川水系
  - 津田川
- 近木川水系
  - 近木川
  - 秬谷川
- 見出川水系
  - 見出川
- 佐野川水系
  - 佐野川
  - 住吉川
  - 雨山川
- 田尻川水系
  - 田尻川
- 樫井川水系
  - 樫井川
  - 新家川
- 男里川水系
  - 男里川
  - 金熊寺川
  - 山中川
  - 菟砥川
- 茶屋川水系
  - 茶屋川
- 番川水系
  - 番川
- 大川水系
  - 大川
- 東川水系
  - 東川
  - 西川

## 管理道路

### 一般国道（指定区間外）
- 国道170号（大阪外環状線及び旧道）
- 国道481号

### 主要地方道
- 大阪府道20号枚方富田林泉佐野線
- 大阪府道29号大阪臨海線(現道及び旧道)
- 大阪府道30号大阪和泉泉南線（現道及び新道（都市計画道路大阪岸和田南海線））
- 大阪府道39号岸和田港塔原線
- 大阪府道40号岸和田牛滝山貝塚線
- 大阪府道62号泉佐野打田線（現道･旧道）
- 大阪府道63号泉佐野岩出線（現道･新道）
- 大阪府道64号和歌山貝塚線
- 大阪府道65号岬加太港線（現道･旧道）

### 一般府道
- 大阪府道204号堺阪南線
- 大阪府道223号三林岡山線（現道及び新道（都市計画道路泉州山手線））
- 大阪府道227号和気岸和田線
- 大阪府道229号田治米忠岡線
- 大阪府道230号春木岸和田線（現道及び新道）
- 大阪府道231号春木大町線
- 大阪府道232号和泉大宮停車場線
- 大阪府道237号東貝塚停車場線
- 大阪府道239号水間和泉橋本停車場線
- 大阪府道240号和泉橋本停車場線
- 大阪府道241号泉佐野熊取線
- 大阪府道247号土丸栄線
- 大阪府道248号日根野羽倉崎線
- 大阪府道249号泉佐野停車場線
- 大阪府道250号鳥取吉見泉佐野線
- 大阪府道251号新家田尻線
- 大阪府道252号大苗代岡田浦停車場線
- 大阪府道253号岡田浦停車場線
- 大阪府道254号和泉砂川停車場線
- 大阪府道255号樽井停車場樽井線
- 大阪府道256号東鳥取南海線
- 大阪府道258号尾崎停車場線
- 大阪府道259号淡輪停車場線
- 大阪府道261号自然田鳥取線
- 大阪府道751号木ノ本岬線
- 大阪府道752号和歌山阪南線

## 管轄公園
- 二色の浜公園
- 蜻蛉池公園
- りんくう公園
- せんなん里海公園